# Filosofia della vita
La filosofia della vita è una corrente filosofica sviluppatasi alla fine del XIX secolo in opposizione all'illuminismo, al positivismo e all'intellettualismo, spesso definita con il termine irrazionalismo. I primi elementi di una Lebensphilosophie si trovano nell'ambito del primo romanticismo tedesco che concepiva l'esistenza come una continua tensione del finito verso l'infinito, aspirazione sempre delusa che generava o un ripiegamento su se stessi e distacco con un atteggiamento di pessimistica rinuncia, o al contrario esaltazione dello spirito istintuale o slancio vitale dell'essere umano, una lotta per la vita o un'accettazione religiosa del destino dell'uomo affidato alla provvidenza divina. .

## L'infinito nel finito
La filosofia della vita cerca di dare un senso a questo continuo e irrisolto scontro tra infinito e finito che si mostra nell'incessabile dileguare degli esseri viventi. Le domande che si pone la filosofia della vita trovano una prima risposta nelle quindici lezioni tenute nel 1827 a Vienna da Friedrich Schlegel che nell'evidenziarsi dell'infinito nel finito dell'uomo vede il nucleo della Rivelazione cristiana.
Rifacendosi a questa visione romantica sia Schopenhauer che Nietzsche, con esiti completamente diversi, esaltano il carattere attivo della vita contrapponendolo alla staticità della perfezione razionale idealistica. Schopenhauer rivela la essenziale irrazionalità del vivere che si manifesta nella volontà di vivere, essenza noumenica insensata di ogni cosa al mondo che ha l'unico fine di accrescere se stessa. Nietzsche concepisce la vita come un continuo crescere e superamento di quei valori consolidatisi nel tempo che cercherebbero ipocritamente di normalizzare l'esistenza nella morale corrente. La vita, nel pensiero nietzschiano, contrariamente al darwinismo, non è mai adattamento, conservazione, ma continua crescita senza la quale il vivente si spegne. 
Il tentativo tipico dell'umanità di fondare la propria vita su certezze, ricercandole nella religione, nella scienza, nei valori morali, fa sì che questa si spenga sopraffatta dalla cultura moderna.

## La perdita della vitalità
Analoga sulla perdita della vitalità della civiltà occidentale è la tesi di Spengler sulla quale concordano sia Unamuno che Ortega y Gasset che prospettano come soluzione una "vitalizzazione della ragione":
In questo modo la vita supera l'ambito biologico e diventa espressione di un continuo progredire di valori sempre nuovi.

## Tra spirito e natura
Dilthey opera una distinzione tra una definizione della vita secondo le scienze dello spirito e le scienze della natura. Ai fini della ricerca storica solo nell'ambito delle prime la vita può essere rettamente intesa in modo tale da scoprire, da "rivivere", la vita che ha operato in un determinato "mondo culturale" potendo così cogliere la singolarità dell'evento storico che si vuole descrivere.
Diversamente dalle scienze naturali, che tendono a rivelare le uniformità del mondo grazie al loro oggetto, che è esterno all'uomo e viene compreso attraverso la spiegazione di un fenomeno, le scienze dello spirito tendono a vedere l'universale nel particolare ed indagando all'interno della vita dell'uomo, esse danno comprensione del fenomeno.
La vita non è un concetto biologico né metafisico, ma l'espressione di tutto ciò che caratterizza un'epoca storica che la "critica della ragione storica" riesca ad indagare attraverso le scienze dello spirito.
Per Husserl il "mondo della vita" (Lebenswelt) è quello a cui necessariamente si deve fare riferimento da ultimo per dare senso reale alle categorie intellettuali e a tutte le astrazioni, in particolare quelle scientifiche, destinate a rimanere tali se non rapportate alle attività vitali che precedono, nella loro evidenza immediata, qualsiasi operazione intellettuale.
Georg Simmel approfondisce i temi di carattere storico di Dilthey evidenziando come la vita, che pure si manifesta nella storia, alla fine trascende le stesse forme storiche in cui si è sviluppata poiché essa è più "ampia" della stessa storia che nelle sue manifestazioni finite non può certo esaurire la incessante forza vitale che le attraversa in modo da configurarsi  non come "più vita", come sosteneva Nietzsche, ma come "più che vita".
Sulla linea del pensiero di Husserl è invece la concezione di Bergson che riprende il tema del superamento delle operazioni concettuali dell'intelletto da parte dell'intuizione propria della vita capace di fornire una conoscenza immediata.
Una forma spirituale e metafisica assume poi nel filosofo francese la concezione dello "slancio vitale" che lo accomuna per taluni aspetti allo spiritualismo francese che con Félix Ravaisson, Renouvier, Boutroux aveva evidenziato, fin dal XIX secolo, il carattere creativo dello sviluppo vitale in opposizione alle statiche oggettivazioni positivistiche.
Nell'ambito della corrente del materialismo storico e del darwinismo sociale la filosofia della vita si esprime invece attraverso il concetto tipicamente evoluzionistico di lotta per la vita.
Nella filosofia di Søren Kierkegaard e nell'esistenzialismo del Novecento, specie nella seconda fase del pensiero di Martin Heidegger e quello cristiano, l'atteggiamento di vita e il senso dell'esistenza umana assumono connotati spiccatamente religiosi e panenteistici.